# FC Nantes
Der Football Club de Nantes (1992–2007: FC Nantes Atlantique) aus der westfranzösischen Hafenstadt Nantes ist einer der erfolgreichsten französischen Fußballvereine.

## Geschichte
Gegründet wurde er am 21. April 1943 durch die Fusion von sechs Clubs; die Vereinsfarben sind Gelb und Grün, weshalb der FC Nantes als „Kanarienvögel“ (französisch Les Canaris) bezeichnet wird. Bis 1984 spielt die erste Mannschaft im Stade Malakoff (1963 in Stade Marcel-Saupin umbenannt), seither im Stade de la Beaujoire, das heute Stade Louis-Fonteneau heißt und 37.473 Zuschauer fasst.
Untrennbar mit Nantes’ Aufstieg in den 1960ern verbunden ist der Name seines langjährigen Trainers José Arribas, der hier von 1960 bis 1976 erfolgreich wirkte. Jean Vincent und Jean-Claude Suaudeau (bis 1988) standen anschließend ebenfalls für große Kontinuität des FCN in der Trainerfrage, zu der man auch die 35 Jahre rechnen kann, die der Verein mit demselben Manager (Robert Budzynski, 1970–2005) arbeitete. 2007 wurde der Verein von dem polnischstämmigen Millionär Waldemar Kita für 10 Millionen Euro gekauft. Am 26. Dezember 2020 übernahm der ehemalige Nationaltrainer Raymond Domenech (2004–2010) den abstiegsbedrohten Verein von Christian Gourcuff bis zum Saisonende 2020/21.

## Aktueller Kader 2024/25
Stand: 5. Mai 2025
| Nr.        | Nat.                         | Name                     | Geburtstag | im Verein seit | Vertrag bis |     |
| Tor        | Tor                          | Tor                      | Tor        | Tor            | Tor         | Tor |
| ---------- | ---------------------------- | ------------------------ | ---------- | -------------- | ----------- | --- |
| 01         | Frankreich Burkina Faso      | Alban Lafont             | 23.01.1999 | 2019           | 2027        |     |
| 16         | Portugal Frankreich          | Anthony Lopes            | 01.10.1990 | 2025           | 2025        |     |
| 30         | Schweden                     | Patrik Carlgren          | 08.01.1992 | 2024           | 2026        |     |
| 50         | Frankreich                   | Hugo Barbet              | 22.11.2001 | 2023           | 2026        |     |
| Abwehr     |                              |                          |            |                |             |     |
| 03         | Frankreich Italien           | Nicolas Cozza            | 08.01.1999 | 2024           | 2025        |     |
| 04         | Frankreich                   | Nicolas Pallois          | 19.09.1987 | 2017           | 2025        |     |
| 11         | Guadeloupe Frankreich        | Marcus Coco              | 24.06.1996 | 2019           | 2025        |     |
| 18         | Frankreich                   | Fabien Centonze          | 16.01.1996 | 2022           | 2027        |     |
| 21         | Kamerun Frankreich           | Jean-Charles Castelletto | 26.01.1995 | 2020           | 2028        |     |
| 24         | Guinea-a Frankreich          | Saïdou Sow               | 04.07.2002 | 2025           | 2025        |     |
| 44         | Frankreich Elfenbeinküste    | Nathan Zézé              | 18.06.2005 | 2023           | 2028        |     |
| 98         | Frankreich Elfenbeinküste    | Kelvin Amian             | 08.02.1998 | 2024           | 2028        |     |
| Mittelfeld |                              |                          |            |                |             |     |
| 05         | Spanien                      | Pedro Chirivella         | 23.05.1997 | 2020           | 2026        |     |
| 06         | Brasilien                    | Douglas Augusto          | 13.01.1997 | 2023           | 2027        |     |
| 08         | Frankreich                   | Johann Lepenant          | 22.10.2002 | 2024           | 2025        |     |
| 13         | Frankreich Reunion           | Francis Coquelin         | 13.05.1991 | 2025           | 2025        |     |
| 22         | Wales England                | Sorba Thomas             | 25.01.1999 | 2024           | 2025        |     |
| 25         | Frankreich                   | Florent Mollet           | 19.11.1991 | 2023           | 2025        |     |
| 59         | Frankreich Komoren           | Dehmaine Tabibou         | 17.04.2005 | 2024           | 2026        |     |
| 66         | Frankreich                   | Louis Leroux             | 23.01.2006 | 2024           | 2028        |     |
| Sturm      |                              |                          |            |                |             |     |
| 10         | Simbabwe                     | Tino Kadewere            | 05.01.1996 | 2024           | 2027        |     |
| 17         | Kongo Demokratische Republik | Meschack Elia            | 06.08.1997 | 2025           | 2025        |     |
| 27         | Nigeria                      | Moses Simon              | 12.07.1995 | 2020           | 2026        |     |
| 31         | Agypten                      | Mostafa Mohamed          | 28.11.1997 | 2022           | 2027        |     |
| 39         | Frankreich                   | Matthis Abline           | 28.03.2003 | 2023           | 2028        |     |
| 62         | Frankreich Guinea-a          | Herba Guirassy           | 29.08.2006 | 2024           | 2028        |     |

## Statistik

### Sportliche Erfolge
- Französische Fußballmeisterschaft
  - Meister: 1965, 1966, 1973, 1977, 1980, 1983, 1995, 2001
  - Vize-Meister: 1967, 1974, 1978, 1979, 1981, 1985, 1986
  - Dritter: 1971, 1997
- Französischer Fußballpokal
  - Sieger: 1979, 1999, 2000, 2022
  - Finalist: 1966, 1970, 1973, 1983, 1993, 2023
- Champions League
  - Halbfinale: 1996
- Europapokal der Pokalsieger
  - Halbfinale: 1980
- UEFA-Pokal
  - Viertelfinale: 1986, 1995
- Alpenpokal
  - Sieger: 1982

### Ligazugehörigkeit
- 1945 bis 1963 Division 2
- 1963 bis 2007 Division 1/Ligue 1
- 2007 bis 2008 Ligue 2
- 2008 bis 2009 Ligue 1
- seit 2013 Ligue 1

### Bekannte Spieler
- Loïc Amisse (1973–1990, zudem 2003–2004 als Trainer)
- Jean-Paul Bertrand-Demanes (1969–1987)
- Bernard Blanchet (1962–1984)
- Maxime Bossis (1973–1985)
- Robert Budzynski (1963–1969, dazu 1970–2005 als Sportdirektor)
- Jorge Burruchaga (1985–1992)
- Gabriel De Michèle (1963–1975)
- Marcel Desailly (1986–1992)
- Didier Deschamps (1986–1989)
- Robert Gadocha (1975–1977)
- Philippe Gondet (1963–1971)
- Vahid Halilhodžić (1981–1986)
- Christian Karembeu (1990–1995)
- Mickaël Landreau (1996–2006)
- Gilbert Le Chenadec (1958–1967)
- Paul Le Guen (1989–1991)
- Roger Lemerre (1969–1971)
- Patrice Loko (1988–1995)
- Erich Maas (1970–1975)
- Claude Makélélé (1992–1997)
- Henri Michel (1966–1982)
- Viorel Moldovan (2000–2003 und 2004–2006)
- Oscar Muller (1973–1990)
- Ramón Muller (1963–1966)
- Japhet N’Doram (1990–1997) (zudem 2007 als Trainer)
- Nicolas Ouédec (1988–1996)
- Éric Pécout (1974–1981)
- Patrice Rio (1970–1984)
- Jacky Simon (1963–1968)
- Jean-Claude Suaudeau (1963–1969, zudem 1973–1988 als Trainer)
- Marama Vahirua (1998–2004)

### Trainer
- José Arribas (1960–1976)
- Jean Vincent (1976–1982)
- Jean-Claude Suaudeau (1982–1988)
- Miroslav Blažević (1988–1991)
- Jean-Claude Suaudeau (1991–1997)
- Raynald Denoueix (1997–2001)
- Ángel Marcos (2001–2003)
- Loïc Amisse (2003–2005)
- Serge Le Dizet (2005–2006)
- Georges Eo (2006–2007)
- Michel Der Zakarian (2007–2008)
- Christian Larièpe (2008)
- Elie Baup (2008–2009)
- Gernot Rohr (2009)
- Jean-Marc Furlan (2009–2010)
- Baptiste Gentili (2010–2011)
- Philippe Anziani (2011)
- Landry Chauvin (2011–2012)
- Michel Der Zakarian (2012–2016)
- René Girard (2016)
- Sérgio Conceição (2016–2017)
- Claudio Ranieri (2017–2018)
- Miguel Cardoso (2018)
- Vahid Halilhodžić (2018–2019)
- Christian Gourcuff (2019–2020)
- Raymond Domenech (2020–2021)
- Antoine Kombouaré (2021–2023)

### Logohistorie

1960er
1970er I.
1970er II.
1980er
1988–1997
1997–2003
2003–2007
2008–2019
Seit 2019

## Frauenfußball
2012 hat der Verein eine Frauenabteilung eingerichtet, nachdem der Landesverband FFF beschlossen hatte, dass alle Profiklubs in den kommenden Jahren eine solche aufbauen müssen. Anders als mancher Ligakonkurrent gingen die Canaris den Weg „von unten“, das heißt, sie begannen mit dem Aufbau von Frauschaften im weiblichen Jugendbereich, statt sich einen älteren benachbarten Frauenklub unter das eigene Dach zu holen – wenngleich es in den folgenden Jahren durchaus Gespräche über eine mögliche Fusion insbesondere mit dem traditionsreichen Nantes Saint-Herblain FF gegeben hatte, der bis in die Mitte der 2010er Jahre der zweiten Liga angehörte.
Eine Elf des FCN im Erwachsenenbereich nahm erst 2014 den Spielbetrieb auf und begann auf unterstem regionalen Niveau. 2018 stieg sie schließlich in die dritte, ein Jahr darauf in die zweite Liga auf. Darin standen Nantes’ Frauen zum Zeitpunkt des vorzeitigen Abbruchs der Saison 2019/20 aufgrund der Corona-Pandemie auf Platz vier in ihrer Gruppe. Die folgende Spielzeit (2020/21) wurde aus demselben Grund noch früher beendet und nicht gewertet. 2021/22 erreichte der FC Nantes im Vereinspokalwettbewerb nach Siegen über drei Erstdivisionäre (EA Guingamp, ASJ Soyaux, Stade Reims) das Halbfinale, in dem der FCN allerdings den Frauen aus Yzeure, gleichfalls ein Zweitligist, unterlag. Zur Saison 2024/25 gelang den Frauen dann der Aufstieg in Frankreichs höchste Spielklasse, die Première Ligue.